# Jurgielewszczyzna
Jurgielewszczyzna (również Jurgielew) – nieistniejąca wieś, dobra i folwark, obecnie na Litwie, położone na terenie obecnego rejonu łoździejskiego okręgu olickiego. Folwark znajdował się  na wschodnim brzegu jeziora Wilkanis (obecnie Vilkaitis), 25 km na południowy wschód od miasta Łoździeje.

## Historia
Po III rozbiorze Polski w 1795 roku dobra Jurgielewszczyzna, wcześniej wchodzące w skład województwa trockiego Rzeczypospolitej były na terenie powiatu wigierskiego, który od 1795 do 1807 roku należał do departamentu białostockiego pruskiej prowincji Prusy Nowowschodnie, następnie znalazły się w departamencie łomżyńskim Księstwa Warszawskiego. Powiat wigierski w maju 1808 roku, po odłączeniu parafii w Wigrach, został przekształcony w powiat sejneński, który potem, od 1816 roku był w Królestwie Kongresowym, w województwie augustowskim, następnie (od 1837 roku) w guberni augustowskiej. W 1867 roku wszedł w skład guberni suwalskiej. Jurgielewszczyzna należała do gminy Kopciowo i parafii Wiejsieje. 10 października 1920 roku na podstawie umowy suwalskiej przyznano te dobra Litwie, która w okresie 1940–1990, jako Litewska Socjalistyczna Republika Radziecka, wchodziła w skład ZSRR. 
W 1882 roku folwark liczył 3 domy, mieszkało tu 36 osób.
Dobra te należały wtedy do rodziny Szumkowskich. Prawdopodobnie należały do niej od wielu pokoleń. Do rodziny tej należały również pobliskie wsie: Bartoszuny, Wilkenszyno i Michalin. W 1867 roku, łącznie z folwarkiem Szumkowsk, który został w 1871 roku oddzielony od majątku, dobra liczyły łącznie 1184 morgi, w tym:
- wieś Bartoszuny – 7 osad, 120 morgów;
- wieś Wilkenszyno (albo Wilkenszyna) – 37 osad, 1081 morgów;
- wieś Michalin (albo Michalino) – 9 osad, 51 morgów[1].

Folwark Jurgielewszczyzna zaznaczony jest jeszcze na mapie 1:100 000 WIG z 1929 roku.

## Nieistniejący dwór
Prawdopodobnie na przełomie XVIII i XIX wieku ówcześni dziedzice wznieśli tu parterowy, klasycystyczny dwór, jedenastoosiowy, na planie długiego prostokąta, podwyższony do dwóch kondygnacji w trójosiowej części środkowej, przed którą występował portyk w wielkim porządku z czterema kolumnami dźwigającymi belkowanie i trójkątny szczyt. Elewacje, kolumny, obramienia okien były drewniane. Dom był przykryty wysokim, gładkim, gontowym dachem czterospadowym. Obie dłuższe elewacje wyglądały podobnie, z identycznymi portykami na głównej osi. 
Po II wojnie światowej dwór popadł w ruinę i został rozebrany.
Majątek Jurgielewszczyzna został opisany w 3. tomie Dziejów rezydencji na dawnych kresach Rzeczypospolitej Romana Aftanazego.